# Podkamień
Podkamień est une localité polonaise située dans le powiat de Nysa en voïvodie d'Opole.